# Israel Smith
Israel Smith, ameriški odvetnik in politik, * 4. april 1759, Suffield, Connecticut, † 2. december 1810, Rutland, Vermont.